# Kelly Gunnell
Pour les articles homonymes, voir Gunnell.
Kelly Gunnell, née le 15 janvier 1994, est une nageuse sud-africaine. 

## Carrière
Kelly Gunnell dispute les Jeux du Commonwealth de la jeunesse en 2011 sur l'Île de Man, obtenant une médaille d'argent sur le 100 mètres brasse et deux médailles de bronze, sur 50 et 200 mètres brasse.
Elle obtient la médaille d'argent du 200 mètres brasse aux Jeux africains de 2015 à Brazzaville.